# Choses dites
Choses dites is een boek van de Franse socioloog Pierre Bourdieu dat in 1987 gepubliceerd is door Les Editions de Minuit in de Collection of Common Sense. In 1990 kwam een Engelse vertaling uit bij Stanford University Press onder de titel In other words

## Thema
Choses dites is een weergave van Bourdieus eerdere verhandelingen, lezingen en gesprekken in zijn sociologische geschriften. Volgens Bourdieu heeft schrijven voordelen boven spreken. Sociologisch schrijven is een hulpmiddel voor het heroverwegen, ondubbelzinnig maken en formuleren van sociologische vragen. Bovendien is Choses dites gericht op de relatie tussen sociologisch schrijven en sociologische wetenschap. Bourdieu's analyse van de relatie tussen sociologisch schrijven en sociologische wetenschap roept vragen op over de aard en rol van de sociologie. In Choses dites tekent het eerste deel de intellectuele paden, legt de filosofische veronderstellingen van het onderzoek uit en herinnert aan de logica van het onderzoek. Het tweede deel behandelt wetenschappelijke ontmoetingen met onderzoekers en sociologen op het gebied van verwantschap, religie, politiek en literatuur. Het derde deel gaat over de openingen naar de toekomst van wetenschap, intellectualisme en cultuur. Dit boek gaat vooral over de sociologie van de sociologie. In feite staat reflexiviteit centraal in dit werk van Bourdieu. Choses dites is een inleiding voor lezers die niet bekend zijn met Bourdieus denken en een gids voor degenen die Bourdieu's geschriften moeilijk vinden. Dit werk overwint de verkeerde interpretaties en misvattingen van mensen over Bourdieus werken. Wat er is gezegd, is met name een passende en passende kijk op de details van Bourdieus intellectuele werk en de intellectuele en sociale ontstaansgeschiedenis van zijn sleutelconcepten.

## Recensie en kritiek
Bourdieu lijkt goed in staat om over elk onderwerp een samenhangend betoog te houden. In dit werk heeft hij de onderwerpen veldonderzoek, kunst, sport, literatuur, filosofie, onderzoek en dergelijke besproken. Hoewel Bourdieu de speciale voorwaarden benadrukt die de sociologie van dergelijke onderwerpen vormen, benadrukt hij ook zijn houding ten opzichte van dit soort sociologieën.